# Jérémy Vachoux
Jérémy Vachoux, né le 7 juillet 1994 à Thonon-les-Bains, est un footballeur français qui évolue au poste de gardien de but.

## Biographie

### Débuts et formation à l'ASSE
Il commence à jouer au football à l'âge de six ans à Allinges dans la Haute-Savoie, avant de partir à l'Olympique Thonon Chablais en 2006. Repéré par les recruteurs de la formation de l'Association sportive de Saint-Étienne, il rejoint ce club en 2007. Il fait ses débuts avec les moins de 14 ans, avant de grimper chez les moins de 17 ans puis les moins de 19 ans. Il finit par rejoindre l'équipe réserve en 2010. Il joue ses premiers matchs avec la réserve durant la saison 2010-2011.

### Racing club de Lens
Arrivé au Racing Club de Lens en 2014, il joue avec l'équipe réserve lors de la saison 2014-2015 avant d'être appelé par Antoine Kombouaré en équipe première lors de la saison 2015-2016. Il joue son premier match professionnel avec le RC Lens contre Le Havre en remplaçant Joris Delle, alors qu'il est le troisième gardien dans la hiérarchie. À la suite de la blessure du gardien numéro un du club, il en profite pour avoir du temps de jeu. Après avoir effectué des prestations convaincantes, Antoine Kombouaré en fait un titulaire indiscutable. Il dispute ainsi les rencontres restantes et obtient huit "clean sheets" sur seize matchs de la saison 2015-2016,. 
Après une belle saison 2015-2016, le portier voit les cartes rebattues avec l’arrivée d’Alain Casanova. Souhaitant un gardien d’expérience, le nouvel entraîneur du RC Lens appelle Nicolas Douchez pour être le numéro un. Désormais sur le banc, le joueur ne joue plus que les matches de coupes. Éliminé dès le deuxième tour de la Coupe de la Ligue, Vachoux joue les quatre rencontres de Coupe de France, avec notamment une victoire 2-0 face au FC Metz (32e de finale) puis la déroute face à Bergerac (0-2, 16e de finale). 
Lors de la saison 2017-2018, Jérémy est titulaire dès la première journée contre l'AJ Auxerre. Il joue les quatre premières rencontres de championnat. Mis ensuite sur le banc après le limogeage d'Alain Casanova, il joue contre la berrichonne de Châteauroux, n'encaisse pas de but et permet au club d'obtenir un match nul (0-0). À la suite des affaires extra-sportives de Nicolas Douchez, il reprend sa place de titulaire. Le 4 novembre, il garde les buts contre l'Association sportive Nancy-Lorraine (14ejournée, 1-1). Le 3 février, lors de la vingt-quatrième journée de Ligue 2 conte le FC Lorient, Jérémy confirme son talent, auteur de nombreuses parades, il offre le match nul (1-1) à son équipe. Durant cette saison, il dispute 30 matchs en championnat et est un grand artisan du maintien .
Lors de la saison 2018-2019, il est le délégué syndical de l'UNFP au sein du RC Lens.

### US Orléans
En fin de contrat au terme de la saison 2018-2019, il trouve un accord avec Orléans dès la fin janvier 2019. Il y paraphe un contrat de 3 saisons, prenant effet le 1er juillet 2019. Il commence la saison comme titulaire, disputant son premier match avec Orléans le 27 juillet face à l'AS Nancy-Lorraine (0-0). À la suite d'une lourde défaite lors de la réception du RC Lens (10e journée, 1-4), il perd sa place de numéro un, le club faisant même le choix de recruter un nouveau gardien lors du mercato hivernal avec le renfort d'Alexandre Letellier. Au terme de la saison 2019-2020, le club relégué en National et ayant perdu sa place de numéro un, il fait le choix de résilier son contrat.

### USL Dunkerque
Il rebondit à l'USL Dunkerque, promu en Ligue 2, où, mis à l'essai, il parvient à convaincre le staff de Fabien Mercadal. Il y devient la doublure d'Axel Maraval. Lors de la saison 2020-2021, il ne dispute qu'une rencontre de championnat, lors de la 10e journée, pour la réception du Paris FC (défaite 0-1).  
Lors de la saison 2021-2022, après 6 matchs sans victoire pour l'équipe, Vachoux prend place dans les buts lors de la 7e journée face à Nancy (0-0) et enchaîne alors les rencontres. Il est stoppé en octobre par une lésion musculaire survenue face au Valenciennes FC (12e journée, victoire 1-3) le privant de plusieurs semaines de compétition. En janvier, il retrouve sa place dans les buts et termine la saison comme titulaire. Il participe ainsi, lors de cet exercice, à 24 rencontres de Ligue 2. Néanmoins, au terme de la saison, Dunkerque est relégué en National. 

### Passage au Venezuela et retour en Europe
Ayant résilié son contrat avec le club nordiste en juin, il ne trouve pas de point de chute et s'entretient avec la réserve du RC Lens,. Toujours sans contrat en décembre, il est annoncé en contact avec un club vénézuélien, le Carabobo FC. 
Finalement, il s'engage avec cette équipe, devenant le premier joueur de nationalité française à évoluer au Venezuela et a l'occasion de jouer la Copa Libertadores. Cette expérience est qualifiée comme « enrichissante » mais la naissance de son enfant et la distance avec sa famille le font revenir en France où il intègre les stages de l'UNFP, réservés aux joueurs sans contrat, à l'été 2023.
À la fin du mois de juillet, Vachoux s'engage avec le Football Club Stade Lausanne Ouchy, récent promu en Super League suisse.

## Statistiques
| Saison                | Club                  | Championnat           | Championnat | Championnat | Coupe nationale | Coupe nationale | Coupe de la Ligue | Coupe de la Ligue | Barrages | Barrages | Total | Total |
| Saison                | Club                  | Division              | M.          | B.          | M.              | B.              | M.                | B.                | M.       | B.       | M.    | B.    |
| 2015-2016             | RC Lens               | Ligue 2               | 16          | 0           | -               | -               | -                 | -                 | -        | -        | 16    | 0     |
| 2016-2017             | RC Lens               | Ligue 2               | -           | -           | 4               | 0               | 2                 | 0                 | -        | -        | 6     | 0     |
| 2017-2018             | RC Lens               | Ligue 2               | 30          | 0           | 6               | 0               | 2                 | 0                 | -        | -        | 38    | 0     |
| 2018-2019             | RC Lens               | Ligue 2               | 4           | 0           | 2               | 0               | 1                 | 0                 | 3        | 0        | 10    | 0     |
| Sous-total            | Sous-total            | Sous-total            | 50          | 0           | 12              | 0               | 5                 | 0                 | 3        | 0        | 70    | 0     |
| 2019-2020             | US Orléans            | Ligue 2               | 10          | 0           | 2               | 0               | -                 | -                 | -        | -        | 12    | 0     |
| Sous-total            | Sous-total            | Sous-total            | 10          | 0           | 2               | 0               | -                 | -                 | -        | -        | 12    | 0     |
| 2020-2021             | USL Dunkerque         | Ligue 2               | 1           | 0           | 1               | 0               | -                 | -                 | -        | -        | 2     | 0     |
| 2021-2022             | USL Dunkerque         | Ligue 2               | 24          | 0           | -               | -               | -                 | -                 | -        | -        | 24    | 0     |
| Sous-total            | Sous-total            | Sous-total            | 25          | 0           | 1               | 0               | -                 | -                 | -        | -        | 26    | 0     |
| 2023                  | Carabobo FC           | Liga FUTVE            | 12          | 0           | 2               | 0               | -                 | -                 | -        | -        | 14    | 0     |
| Sous-total            | Sous-total            | Sous-total            | 12          | 0           | 2               | 0               | -                 | -                 | -        | -        | 14    | 0     |
| Total sur la carrière | Total sur la carrière | Total sur la carrière | 97          | 0           | 17              | 0               | 5                 | 0                 | 3        | 0        | 122   | 0     |

## Palmarès
- Finaliste de la Coupe Gambardella en 2011 avec l'équipe des moins de 19 ans de l'AS Saint-Étienne
- Finaliste de la Coupe Gambardella en 2012 avec l'équipe des moins de 19 ans de l'AS Saint-Étienne
- Champion de CFA 2 en 2014 avec la réserve de l'AS Saint-Étienne
- Champion de la ligue 1 Avec lens en 2017